# Park City (Illinois)
Park City je grad u američkoj saveznoj državi Ilinois. Prema popisu stanovništva iz 2010. u njemu je živjelo 7.570 stanovnika.